# Балибердін Володимир Іванович
Володимир Іванович Балибе́рдін (нар. 22 вересня 1954, смт Гнівань, нині місто Тиврівського району Вінницької області) — український ювелір. Член Національної спілки художників України (від 1987 року). Народний майстер декоративно-ужиткового мистецтва (1972).

## Біографія
Володимир Балибердін працював на фабриці художньої галантереї, далі художником «Укоопторгреклами». 1975 року став макетувальником Головного правління «Київпроекту».
Творчу діяльність із розвитку традицій українського ювелірного мистецтва розпочав 1983 року. Від 1985 року бере участь у республіканських виставках. Учасник низки міжнародних виставок: 1989 року в Югославії, 1990 року в Угорщині.
Твори Володимира Балибердіна зберігаються в Скарбниці Національного музею історії України.
Вів 23 липня до початку вересня 2014 року в дев'ятому залі Музею історичних коштовностей України проходила персональна виставка Балибердіна «Обереги душі». У двох вітринах було представлено його твори 1970—1980-х років і предмети, створені майстром останнім часом. Це різноманітні прикраси: кулони, сережки, підвіски, персні, медальйони, гребінці, броші, а також гарнітури — оздоби різного призначення, об'єднані стильовим спрямуванням .

## Твори
- Різьба на кістці мамонта: гребені «Ранок» (1986), «Тин» (1987), «Віконечко» (1988), гарнітур «Весілля» (1986).
- Мельхіор, різьба на мушлі: кулони «Птах кохання» (2000), «Дорога додому», «Зоряна ніч», гарнітур «Зоряне небо», брошка «Родовід» (усі — 2002).